# حمله اوت ۲۰۱۷ مالی
حمله اوت ۲۰۱۷ مالی روز دوشنبه ۱۴ اوت رخ داد که طی دو حمله جداگانه به دفاتر سازمان ملل متحد در این کشور ۹ کشته برجای گذاشت. ۶ فرد مهاجم نیز کشته شدند.

## جزئیات حمله
مردان مسلح ناشناس عصر دوشنبه دفاتر سازمان ملل در تومبوکتو در شمال و دوئنتزا در مرکز مالی را هدف قرار دادند. این حملات در آستانه نشست شورای امنیت سازمان ملل متحد روی داده‌است که موضوع آن در زمینه صلح و امنیت در آفریقا است.
نیروهای امنیتی بلافاصله پس از حمله کنترل اوضاع را در اختیار گرفتند. به گزارش سازمان ملل متحد، شش مهاجم در جریان این درگیری کشته شدند.

## تلفات
در بیانیه صادره از سوی دفتر سازمان ملل در مالی آمده‌است: «در جریان حمله ۶ فرد مهاجم به اردوگاه‌های نیروهای صلح‌بان سازمان ملل و تبادل آتش در، ۱۵ نفر کشته شدند که ۹ نفر از آنها از نظامیان مالی و نیروهای صلح‌بان سازمان ملل و ۶ نفر دیگر افراد مهاجم هستند. تعدادی نیز در این حمله زخمی شدند.
کشته شدگان شامل یک نیروی صلح‌بان، یک سرباز مالی، یک عضو نیروهای ژاندارمری مالی و ۶ نفر از نظامیان بازنشسته مالی هستند.

## واکنش‌ها
- آنتونیو گوترش، دبیرکل سازمان ملل حمله به صلح بانان این سازمان را محکوم کرد.[۱] فرحان حق معاون سخنگوی رسمی دبیرکل سازمان ملل طی بیانیه محکومیت این حمله، تأکید کرد که: «هدف قرار دادن نیروهای صلح‌بان وابسته به سازمان ملل، به موجب قانون بین‌المللی یک جنایت جنگی است.»
- شورای امنیت سازمان ملل با صدور بیانیه ای این حمله را به شدت محکوم کرد و دولت مالی را به اجرای تحقیقات سریع دربارهٔ این حملات و ارجاع عاملان به دستگاه قضایی فراخواند.[۲]
- سازمان همکاری اسلامی این حمله تروریستی را به شدت محکوم کرد. دکتر یوسف بن احمد العثیمین، دبیرکل این سازمان ضمن «قدردانی از نقش مهم و فداکاری‌های مستمر نیروهای حافظ صلح سازمان ملل، این عمل مجرمانه را تهدیدی آشکار در مسیر اجرای توافق‌نامه صلح الجزایر دانست، و از ادامه اقدامات تروریستی در منطقه و خطر گروهک‌های افراطی برای امنیت و استقرار آفریقا ابراز نگرانی کرد.»[۳]

## پیشینه
پس از کودتای نظامی سال ۲۰۱۲ در مالی و درگیری‌های پس از آن شورشیان اسلام‌گرا شمال این کشور را تحت کنترل گرفتند. بدنبال آن در ژانویه ۲۰۱۳ فرانسه ۱۲۰۰۰ نیروی نظامی به مالی برای مأموریت صلح بانی سازمان ملل اعزام کرد.
از سال ۲۰۱۳ تاکنون دست کم ۱۲۸ تن از صلح بانان سازمان ملل در این کشور جانشان را از دست داده‌اند.